# Lådkamera

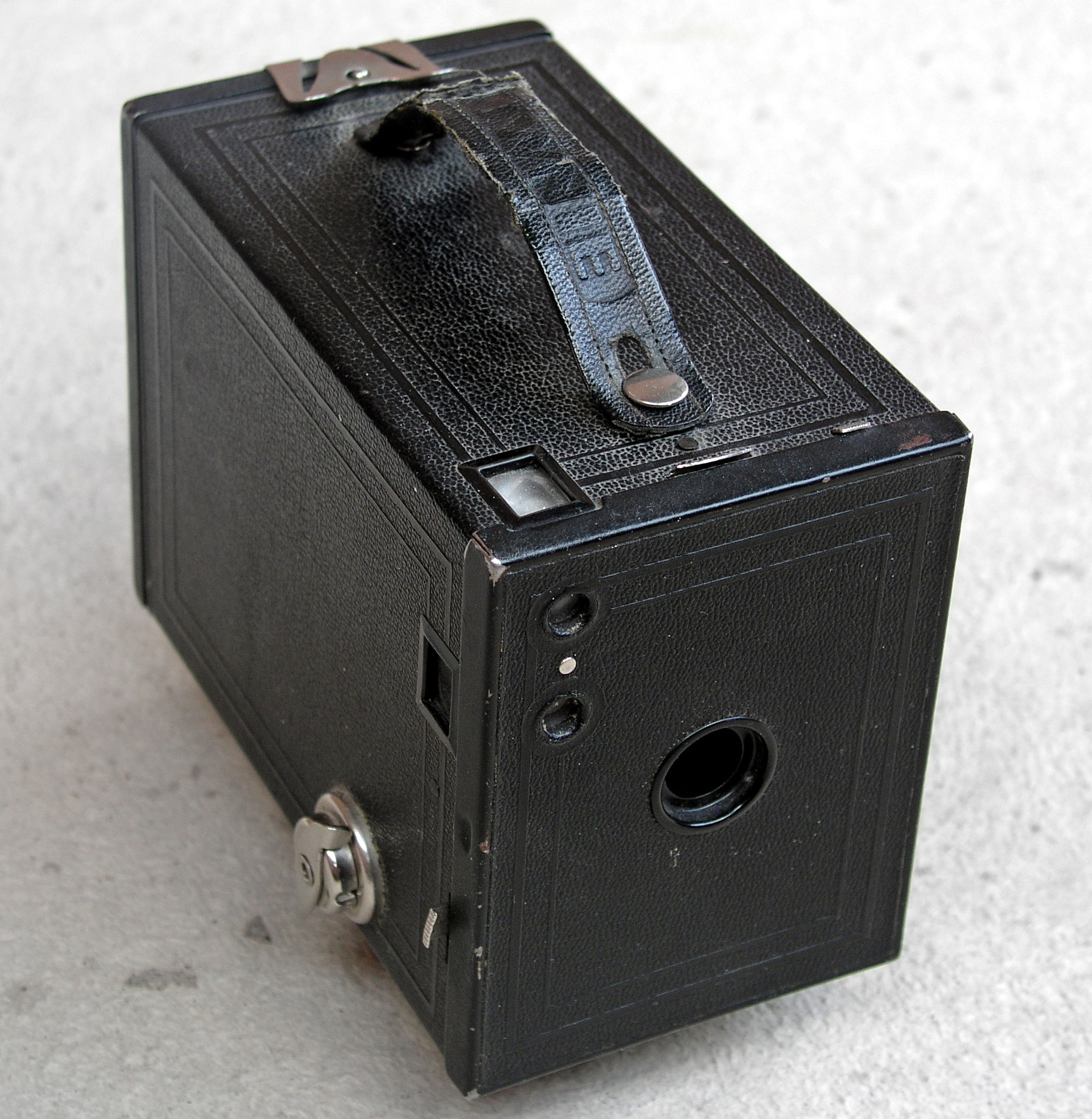
Kodaks No 2 Brownie

Lådkamera är, med undantag för hålkameran, en kamera i dess enklaste form. Den klassiska lådkameran är mer eller mindre formad som en box, därav namnet.
En lådkamera har en enkel lins, ofta i form av en menisklins. Den saknar vanligtvis möjlighet till fokusering (jfr fixfokus), den kan ha några olika bländare att välja på (vanligen 8, 11 och 16) och har ibland slutarinställningar B och T. Detta gör kameran lämplig för fotografering under gynnsamma ljusförhållanden. På 1950-talet introducerades lådkameror med blixt, vilket tillät fotografering inomhus.
Den enkla linsen gav bilder med god central skärpa, men med skärpe- och ljusbortfall i hörnen.
Kameran var försedd med dubblerad briljantsökare, en liten sökare som kan ses fram till vänster på kameran.
En liten lins med spegel gav en uppfattning om hur bilden såg ut på en liten mattskiva.
Typiska lådkameror är:
- Kodak N° 1 introducerad 1888, den första lådkameran -- reklamslogan löd "Du trycker på knappen – vi gör resten".
- Kodak Brownie, en livaktig serie av klassiska lådkameror som använde rullfilm.
- Kodak Instamatic som använde 126 film, senare 110 film.
- Den moderna engångskameran som använder 135 film.
- Wikimedia Commons har media som rör Lådkamera.